# Bittersweet (album)
Pour les articles homonymes, voir Bittersweet.
Albums de Blu Cantrell
So Blu
(2001) From L.A. to L.O.
(2004)
Singles
1. Breathe
Sortie : 8 marzo 2003
2. Make Me Wanna Scream
Sortie : 22 janvier 2004

Bittersweet est le deuxième album studio de la chanteuse américaine Blu Cantrell, sorti en 2003.

## Présentation
La semaine de sa sortie, Bittersweet entre à la 37e place du Billboard 200 américain et se vend à 29 000 exemplaires. Breathe, en featuring avec le chanteur jamaïcain Sean Paul, est choisi comme premier single de l'album. Bittersweet est nommé dans la catégorie « meilleur album R&B » pour la 46e cérémonie des Grammy Awards, mais perd face à Dance with My Father de Luther Vandross.

## Liste des titres
| Arista (82876-52728-2) | Arista (82876-52728-2)                                | Arista (82876-52728-2) | Arista (82876-52728-2) | Arista (82876-52728-2) | Arista (82876-52728-2) | Arista (82876-52728-2) | Arista (82876-52728-2) | Arista (82876-52728-2) | Arista (82876-52728-2) |
| No                     | Titre                                                 | Durée                  |                        |                        |                        |                        |                        |                        |                        |
| ---------------------- | ----------------------------------------------------- | ---------------------- | ---------------------- | ---------------------- | ---------------------- | ---------------------- | ---------------------- | ---------------------- | ---------------------- |
| 1.                     | I Love You                                            | 3:48                   |                        |                        |                        |                        |                        |                        |                        |
| 2.                     | Sleep in the Middle                                   | 4:34                   |                        |                        |                        |                        |                        |                        |                        |
| 3.                     | Unhappy                                               | 4:08                   |                        |                        |                        |                        |                        |                        |                        |
| 4.                     | Impatient (feat. Lil' Kim et Fat Joe)                 | 5:00                   |                        |                        |                        |                        |                        |                        |                        |
| 5.                     | Breathe (feat. Sean Paul)                             | 3:47                   |                        |                        |                        |                        |                        |                        |                        |
| 6.                     | Risk It All                                           | 4:59                   |                        |                        |                        |                        |                        |                        |                        |
| 7.                     | Don't Wanna Say Goodbye                               | 4:01                   |                        |                        |                        |                        |                        |                        |                        |
| 8.                     | Happily Ever After                                    | 3:49                   |                        |                        |                        |                        |                        |                        |                        |
| 9.                     | Holding on to Love                                    | 3:47                   |                        |                        |                        |                        |                        |                        |                        |
| 10.                    | Let Her Go                                            | 3:25                   |                        |                        |                        |                        |                        |                        |                        |
| 11.                    | Make Me Wanna Scream (feat. Ian Lewis d'Inner Circle) | 3:28                   |                        |                        |                        |                        |                        |                        |                        |
| 12.                    | No Place Like Home                                    | 3:44                   |                        |                        |                        |                        |                        |                        |                        |
| 48:30                  |                                                       |                        |                        |                        |                        |                        |                        |                        |                        |

| 1. | Exclusive Tell-All Interview with Wendy Williams |  |
| 2. | Hit 'Em Up Style                                 |  |
| 3. | Behind-the-Scenes Footage                        |  |

| Arista (82876-53402-2) | Arista (82876-53402-2)                                | Arista (82876-53402-2) | Arista (82876-53402-2) | Arista (82876-53402-2) | Arista (82876-53402-2) | Arista (82876-53402-2) | Arista (82876-53402-2) | Arista (82876-53402-2) | Arista (82876-53402-2) |
| No                     | Titre                                                 | Durée                  |                        |                        |                        |                        |                        |                        |                        |
| ---------------------- | ----------------------------------------------------- | ---------------------- | ---------------------- | ---------------------- | ---------------------- | ---------------------- | ---------------------- | ---------------------- | ---------------------- |
| 1.                     | I Love You                                            | 3:48                   |                        |                        |                        |                        |                        |                        |                        |
| 2.                     | Sleep in the Middle                                   | 4:34                   |                        |                        |                        |                        |                        |                        |                        |
| 3.                     | Unhappy                                               | 4:08                   |                        |                        |                        |                        |                        |                        |                        |
| 4.                     | Impatient (feat. Lil' Kim et Fat Joe)                 | 5:00                   |                        |                        |                        |                        |                        |                        |                        |
| 5.                     | Breathe (version rap) (feat. Sean Paul)               | 3:47                   |                        |                        |                        |                        |                        |                        |                        |
| 6.                     | Hit 'em Up Style (Oops!)                              | 4:12                   |                        |                        |                        |                        |                        |                        |                        |
| 7.                     | Risk It All                                           | 4:59                   |                        |                        |                        |                        |                        |                        |                        |
| 8.                     | Don't Wanna Say Goodbye                               | 4:01                   |                        |                        |                        |                        |                        |                        |                        |
| 9.                     | All You Had to Say                                    | 4:24                   |                        |                        |                        |                        |                        |                        |                        |
| 10.                    | Happily Ever After                                    | 3:49                   |                        |                        |                        |                        |                        |                        |                        |
| 11.                    | Holding On to Love                                    | 3:47                   |                        |                        |                        |                        |                        |                        |                        |
| 12.                    | Swingin'                                              | 3:59                   |                        |                        |                        |                        |                        |                        |                        |
| 13.                    | Let Her Go                                            | 3:25                   |                        |                        |                        |                        |                        |                        |                        |
| 14.                    | Round Up (feat. Lady May)                             | 4:14                   |                        |                        |                        |                        |                        |                        |                        |
| 15.                    | Make Me Wanna Scream (feat. Ian Lewis d'Inner Circle) | 3:28                   |                        |                        |                        |                        |                        |                        |                        |
| 16.                    | No Place Like Home                                    | 3:44                   |                        |                        |                        |                        |                        |                        |                        |
| 65:19                  |                                                       |                        |                        |                        |                        |                        |                        |                        |                        |

## Classements hebdomadaires
| Classement (2003)                   | Meilleure position |
| ----------------------------------- | ------------------ |
| États-Unis (Billboard 200)          | 37                 |
| États-Unis (Top R&B/Hip-Hop Albums) | 8                  |
| France (SNEP)                       | 91                 |
| Pays-Bas (Mega Album Top 100)       | 71                 |
| Royaume-Uni (UK Albums Chart)       | 20                 |
| Suisse (Schweizer Hitparade)        | 82                 |

## Certifications
| Pays              | Certification | Ventes certifiées |
| ----------------- | ------------- | ----------------- |
| Royaume-Uni (BPI) | Or            | 100 000           |